# Germignonville
Germignonville ist eine Ortschaft und eine ehemalige französische Gemeinde mit 228 Einwohnern (Stand: 1. Januar 2022) im Département Eure-et-Loir in der Region Centre-Val de Loire.
Mit Wirkung vom 1. Januar 2016 wurden die bisherigen Gemeinden Baignolet, Viabon, Fains-la-Folie und Germignonville zu einer Commune nouvelle mit dem Namen Eole-en-Beauce zusammengeschlossen und verfügen in der neuen Gemeinde über den Status einer Commune déléguée. Der Verwaltungssitz befindet sich im Ort Viabon.

## Lage
Nachbarorte von Germignonville sind Viabon im Nordwesten, Ymonville im Norden, Guilleville im Nordosten, Allaines-Mervilliers im Osten, Tillay-le-Péneux im Süden, Loigny-la-Bataille im Südwesten und Fontenay-sur-Conie.

## Bevölkerungsentwicklung
| Jahr      | 1962 | 1968 | 1975 | 1982 | 1990 | 1999 | 2008 | 2015 |
| --------- | ---- | ---- | ---- | ---- | ---- | ---- | ---- | ---- |
| Einwohner | 356  | 292  | 264  | 223  | 199  | 185  | 240  | 218  |

## Sehenswürdigkeiten
- Château de Cambray, Monument historique seit 2004

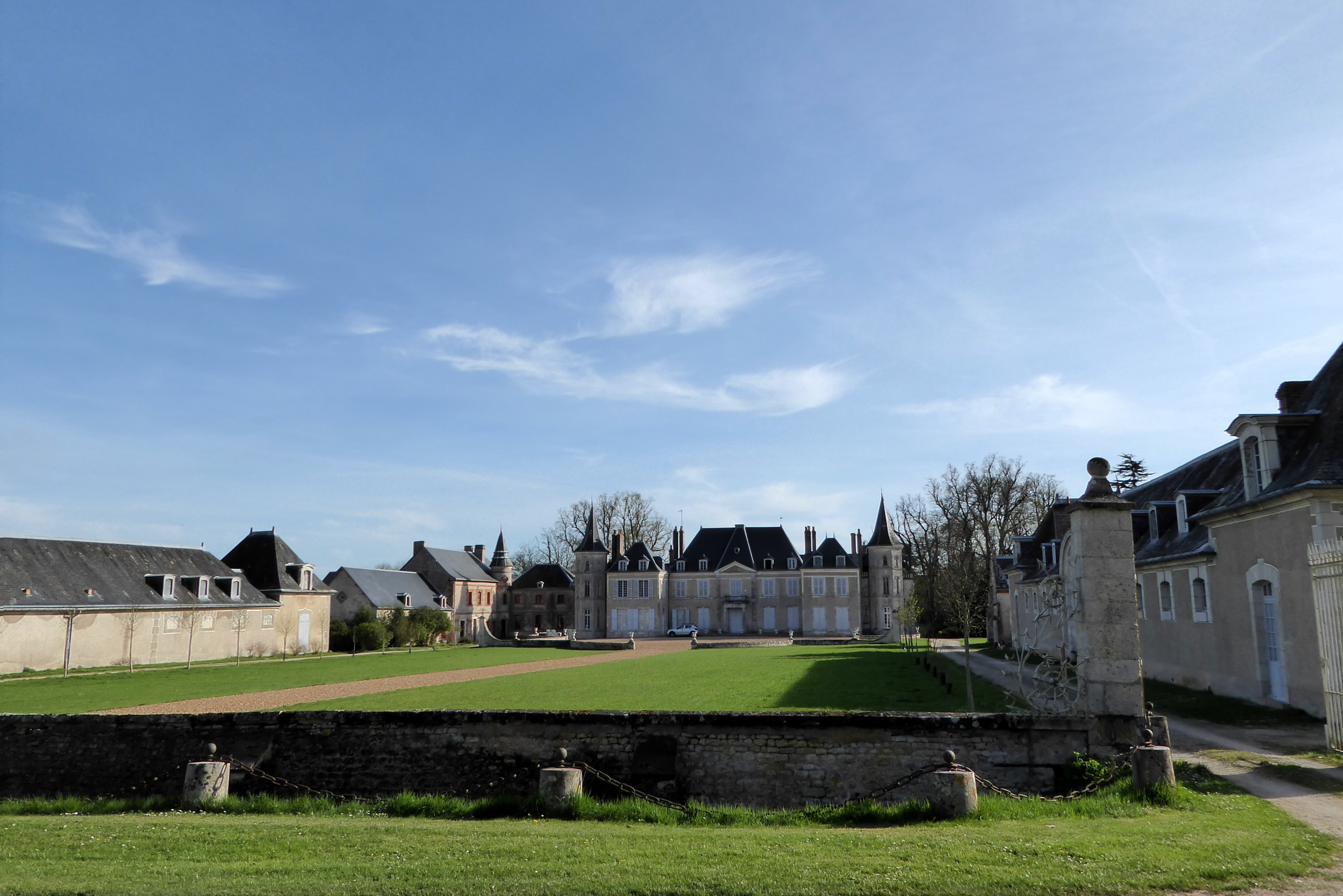
Château de Cambray

- Kirche Saint-Pierre